# أجسام كودري
أجسام كوردي (بالإنجليزية: Cowdry bodies)‏ هي مضادرات النووي اليوزيني(الحمضي) أو القاعدي، تتكون من الحمض النووي والبروتين في الخلايا المصابة بفيروس الهربس البسيط وفيروس جدري الماء النطاقي والفيروس المضخم للخلايا، سميت بهذا الاسم بعد إدموند كاودري.
هناك نوعان من أجسام كودري النووية:
- النوع ألف (كما يظهر في عدوى الهربس البسيط، فيروس جدري الماء النطاقي، الفيروس المضخم للخلايا والحمى الصفراء).[2]
- النوع باء (كما يظهر في الإصابة بفيروس شلل الأطفال)، على الرغم من أنه قد يبدو أنه نوع قديم وربما وهمي.[3]

يستخدم المجهر الضوئي للكشف عن أجسام كودري.